# Герман Денгофф
Герман Денгофф (*Herman Denhoff, бл. 1520 — бл. 1574) — державний і військовий діяч, урядник Великого князівства Литовського, військовик Королівства Польського.

## Життєпис
Походив з німецько-ливонського лицарського роду Денгоффів. Син Дітриха фон Денгоффа, що мав маєтності в Курляндії. Народився близько 1520 року. Про молоді роки вкрай замало відомостей. У 1538 або 1541 році оженився на Анні Йоден.
З 1558 року брав участь у Лівонській війні під орудою магістра Йоганна-Вільгельма фон Фюрстенберга. Після поразки останнього можливо у 1560-х роках був на службі у Магнуса, герцога Лівонії, або тоді ж перейшов на службу до великого князя литовського і короля польського Сигізмунда II Августа. Отримав чин полковника коронних військ.
Відстоював ідею переходу Лівонії під владу Великого князівства Литовського. Не допустив передачі Готтгарду Кеттлеру, герцогу Курляндії і Семігалії, важливого замку Дурбе. Тут було утворено невеличке староство дурбенське, очільником якого став Герман Денгофф. Помер або загинув він у 1574 році.

## Родина
Дружина — Анна Йоден.
Діти:
- Ернест (д/н — після 1620), полковник німецької піхоти
- Герард (бл. 1554—1602), воєвода дерптський
- Кристоф (д/н—1622)
- Отто (д/н—1609), полковник
- Генрик
- Теодор (д/н—1622), воєвода венденський
- Єлизавета, дружина Герхарда фон Нольде